# Pelev Brijeg
Pelev Brijeg este un sat din municipiul Podgorica, Muntenegru. Conform datelor de la recensământul din 2003, localitatea are 24 de locuitori (la recensământul din 1991 erau 43 de locuitori).

## Demografie
În satul Pelev Brijeg locuiesc 22 de persoane adulte, iar vârsta medie a populației este de 54,5 de ani (60,2 la bărbați și 50,5 la femei). În localitate sunt 9 gospodării, iar numărul mediu de membri în gospodărie este de 2,67.
Populația localității este foarte eterogenă.
|  |

| Demografie | Demografie | Demografie |
| An         | Locuitori  | Locuitori  |
| ---------- | ---------- | ---------- |
|            |            |            |
|            |            |            |
|            |            |            |
|            |            |            |
| 1948       | 147        |            |
| 1953       | 144        |            |
| 1961       | 117        |            |
| 1971       | 94         |            |
| 1981       | 64         |            |
| 1991       | 43         | 40         |
| 2003       | 24         | 24         |

| \| Componența etnică conform recensământului din 2003[2] \| Componența etnică conform recensământului din 2003[2] \| Componența etnică conform recensământului din 2003[2] \| Componența etnică conform recensământului din 2003[2] \| Componența etnică conform recensământului din 2003[2] \| \| ----------------------------------------------------- \| ----------------------------------------------------- \| ----------------------------------------------------- \| ----------------------------------------------------- \| ----------------------------------------------------- \| \| \| \| \| \| \| \| Sârbi \| Sârbi \| \| 15 \| 62,5% \| \| Muntenegreni \| Muntenegreni \| \| 8 \| 33,33% \| \| necunoscută \| necunoscută \| \| 0 \| 0% \| |              |  |    |        |
| Componența etnică conform recensământului din 2003 |              |  |    |        |
| |              |  |    |        |
| Sârbi | Sârbi        |  | 15 | 62,5%  |
| Muntenegreni | Muntenegreni |  | 8  | 33,33% |
| necunoscută | necunoscută  |  | 0  | 0%     |